# Heinz Schmitz (Politiker)
Heinz Schmitz (eigentlich Heinrich Schmitz, * 1. Juni 1909 in Köln; † 23. Juni 1991) war ein deutscher Politiker der CDU.

## Ausbildung und Beruf
Schmitz besuchte die Handelsschule, absolvierte eine kaufmännische Lehre und war als selbständiger Kaufmann der Lack- und Farbenbranche tätig. Zum 1. Mai 1933 trat er der NSDAP bei.

## Politik
Ab 1954 fungierte Schmitz als Vorsitzender des Mittelstandsausschusses der CDU Rheinland. Mitglied des Landesparteivorstandes war er ab 1954 und ab 1956 Mitglied des Beirates für die gewerbliche Wirtschaft im Bundeswirtschaftsministerium. Als Vorsitzender des Beirates der mittelstandswissenschaftlichen Universitätsinstitute Köln/Bonn war er ab 1960 tätig. 1956 bis 1961 war er Stadtverordneter in Köln.
Schmitz war vom 15. August 1960 bis zum 23. Juli 1966 und vom 16. September 1968 bis zum 25. Juli 1970 Mitglied des Landtages von Nordrhein-Westfalen. In den 4. Landtag rückte er nach. In den 5. Landtag wurde er für den Wahlkreis 015 Köln-Stadt III direkt gewählt und in den 6. Landtag rückte er erneut nach.

## Privates
Zwischen 1961 und 1964 engagierte sich Schmitz als Bürgerfunktionär auch für den Kölner Sport. Er war Mitglied der Kölner Rudergesellschaft 1891.